# George Frederick Kunz

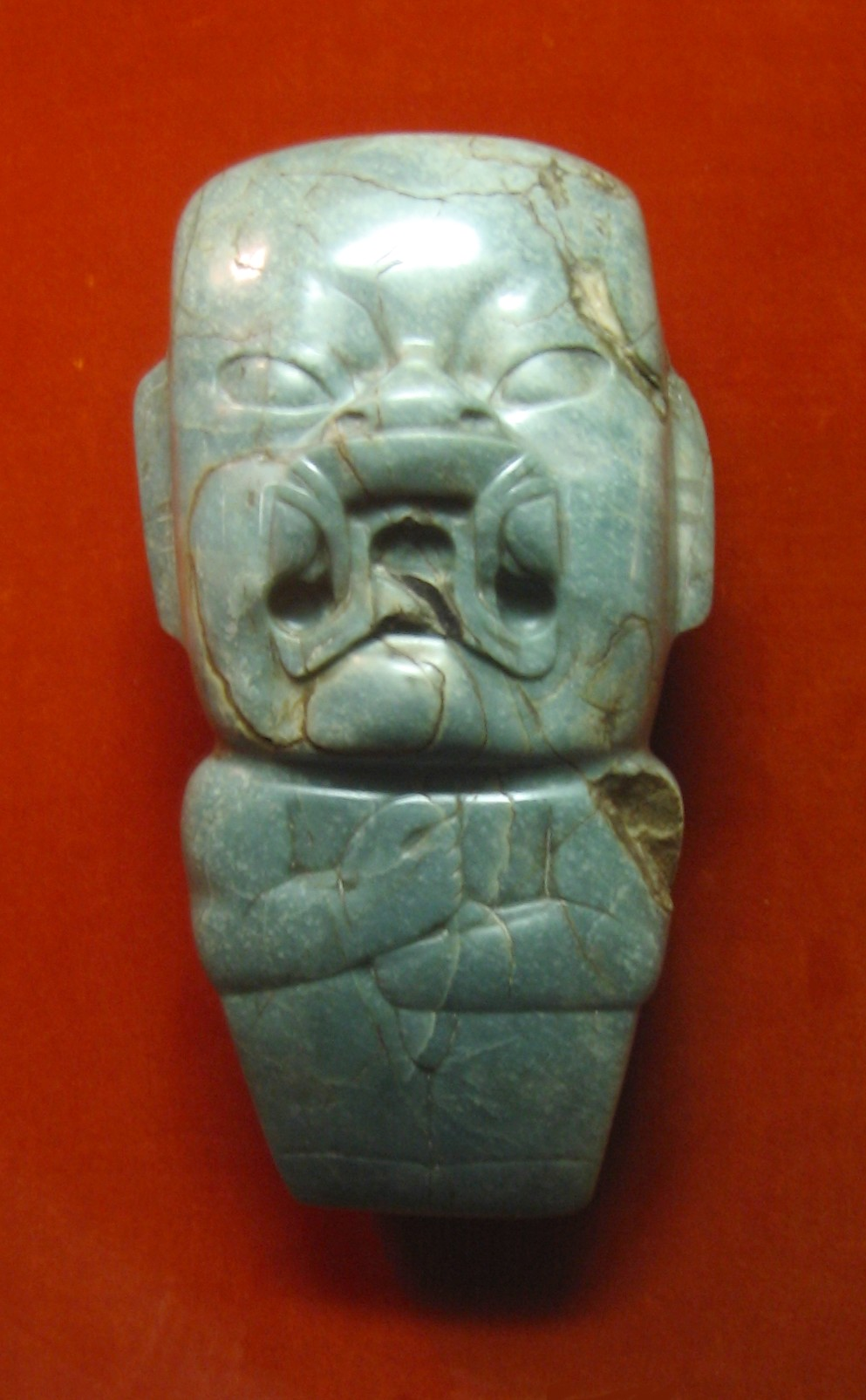
Um típico machado ritual olmeca com o motivo do jaguar-homem olmeca. Este artefacto é conhecido como o machado de Kunz, descrito pela primeira vez por George Kunz em 1890.

George Frederick Kunz (Nova Iorque, 29 de Setembro de 1856 – 29 de Junho de 1932) foi um mineralogista dos Estados Unidos da América.
Kunz interessou-se por minerais desde tenra idade. Ao atingir a adolescência, havia reunido já uma colecção com mais de 4 mil itens, que vendeu por quatrocentos dólares à Universidade do Minnesota. Frequentou a Cooper Union mas não chegou a terminar os estudos e tão pouco frequentou a universidade. Ainda assim, como autodidacta, estudou mineralogia a partir de livros e pesquisas de campo. Tal aprendizagem possibilitou-lhe a obtenção de um trabalho na Tiffany & Co., e o seu conhecimento e entusiasmo conduziram-no à vice-presidência da empresa com apenas 23 anos de idade. 
Ganhou notoriedade ao identificar uma nova variedade do mineral espodúmena que foi batizada kunzite em sua honra.
Chefiou as exposições mineiras e mineralógicas estadunidenses nas exposições internacionais de Paris (1889), Chicago (1893), Altlanta (1895), Paris (1900) e Saint Louis (1904).
Foi membro de várias organizações científicas, naturalistas e culturais, como Mineralogical Society of America, American Association for the Advancement of Science, New York Academy of Sciences (da qual chegou a ser vice-presidente), New York Mineralogical Club, American Scenic and Preservation Society (de que foi presidente), American Chemical Society, American Institute of Mining, Metallurgical, and Petroleum Engineers (de que foi vice-presidente), entre outras. 
Foi fundador e presidente dos Museums of Peaceful Arts em 1913, agente especial do U.S. Geological Survey (1883-1909), curador de investigação no American Museum of Natural History em Nova Iorque e o principal defensor da adopção do quilate internacional como unidade de medida de gemas preciosas. 

## Vida pessoal
Casou-se com Sophia Hanforth em 1879, mas esta morreu em 1912. Em 1923 casou-se com Opal Logan Giberson, mas passado pouco tempo anulou o casamento. Ainda assim, Opal continuou a manter a casa de Kunz até à sua morte, em 29 de Junho de 1932.